# Christophe Lacroix (homme politique)
 (novembre 2019).
Si vous disposez d'ouvrages ou d'articles de référence ou si vous connaissez des sites web de qualité traitant du thème abordé ici, merci de compléter l'article en donnant les références utiles à sa vérifiabilité et en les liant à la section « Notes et références ».
 (septembre 2023).
Pour les articles homonymes, voir Christophe Lacroix et Lacroix.
Christophe Lacroix, né le 22 décembre 1966 à Huy est un homme politique belge wallon, membre du PS.
Il est licencié en histoire.

## Biographie
(mai 2019).

### Parcours politique

#### Au niveau local
- Conseiller communal à Wanze depuis 1988
- Échevin de 1995 à 2000
- Premier Échevin de 2001 à 2012
- Premier Échevin empêché jusque octobre 2017
- Bourgmestre de Wanze depuis octobre 2017

#### Au niveau provincial
Député provincial de 2006 à 2012 chargé du Budget, des Finances, de la Simplification administrative, du Personnel non enseignant, de l’Optimalisation, des Affaires générales et du Sport.

#### Au niveau régional
Ministre wallon du Budget, de la Fonction publique et de la Simplification administrative de juillet 2014 à juillet 2017 (avec la compétence de l’Énergie de janvier 2017 à juillet 2017).

#### Au niveau fédéral
- Député fédéral d’octobre 2012 à mai 2014
- Sénateur coopté de juin 2014 jusque juillet 2014
- Sénateur coopté depuis juillet 2017
- Président du Groupe PS du Sénat depuis septembre 2017 jusqu'au 20 juin 2019
- Député fédéral belge depuis le 20 juin 2019

#### Appartenance aux commissions (Lié à la fonction de député fédéral)
- Commission de la Défense nationale
- Commission de l'Économie, de la Protection des consommateurs et de l'Agenda numérique
- Commission des Relations extérieures
- Commission spéciale chargée du Suivi des missions à l'étranger
- Assemblée parlementaire du Conseil de l'Europe

#### Au niveau international (Lié à la fonction de chef de groupe PS au Sénat)
- Membre de l’Assemblée parlementaire du Conseil de l’Europe
- Membre de l’Assemblée parlementaire de l’OTAN
- Membre de l’Union interparlementaire

#### Ancienne appartenance aux commissions (Lié à la fonction de chef de groupe PS au Sénat)
- Co-président d'avis du comité d'avis fédéral chargé des questions européennes
- Commission des Affaires institutionnelles
- Commission des Matières transversales - Compétences régionales
- Comité d'avis fédéral chargé des questions européennes, délégation Sénat
- Commission spéciale des Poursuites